# لاوا رکوردز
لاوا رکوردز (انگلیسی: Lava Records) یک ناشر موسیقی متعلق به جیسون فلام و همراه شریکش گروه موسیقی یونیورسال است.